# 內海車站 (宮崎縣)

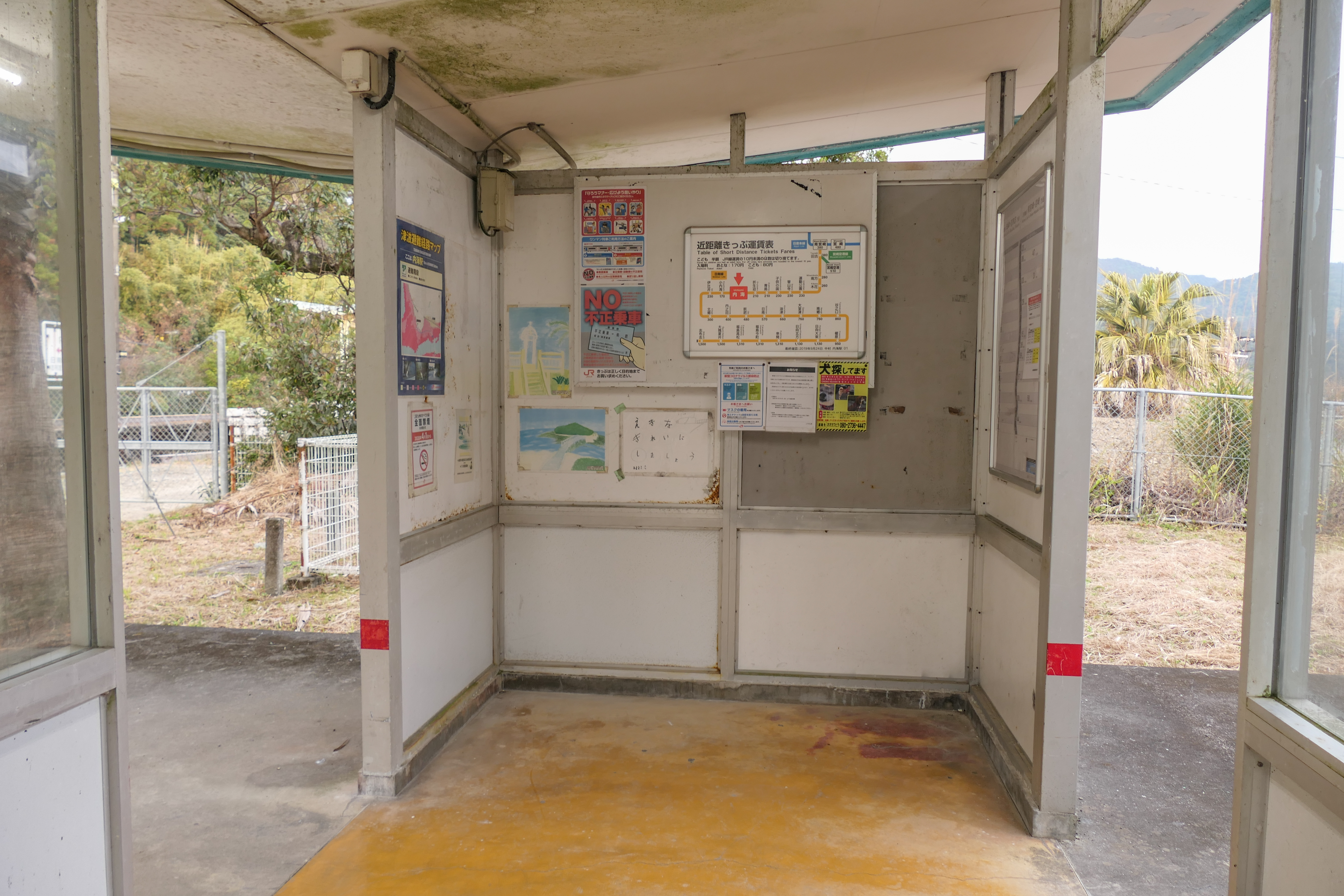
候車室内（2022年1月）

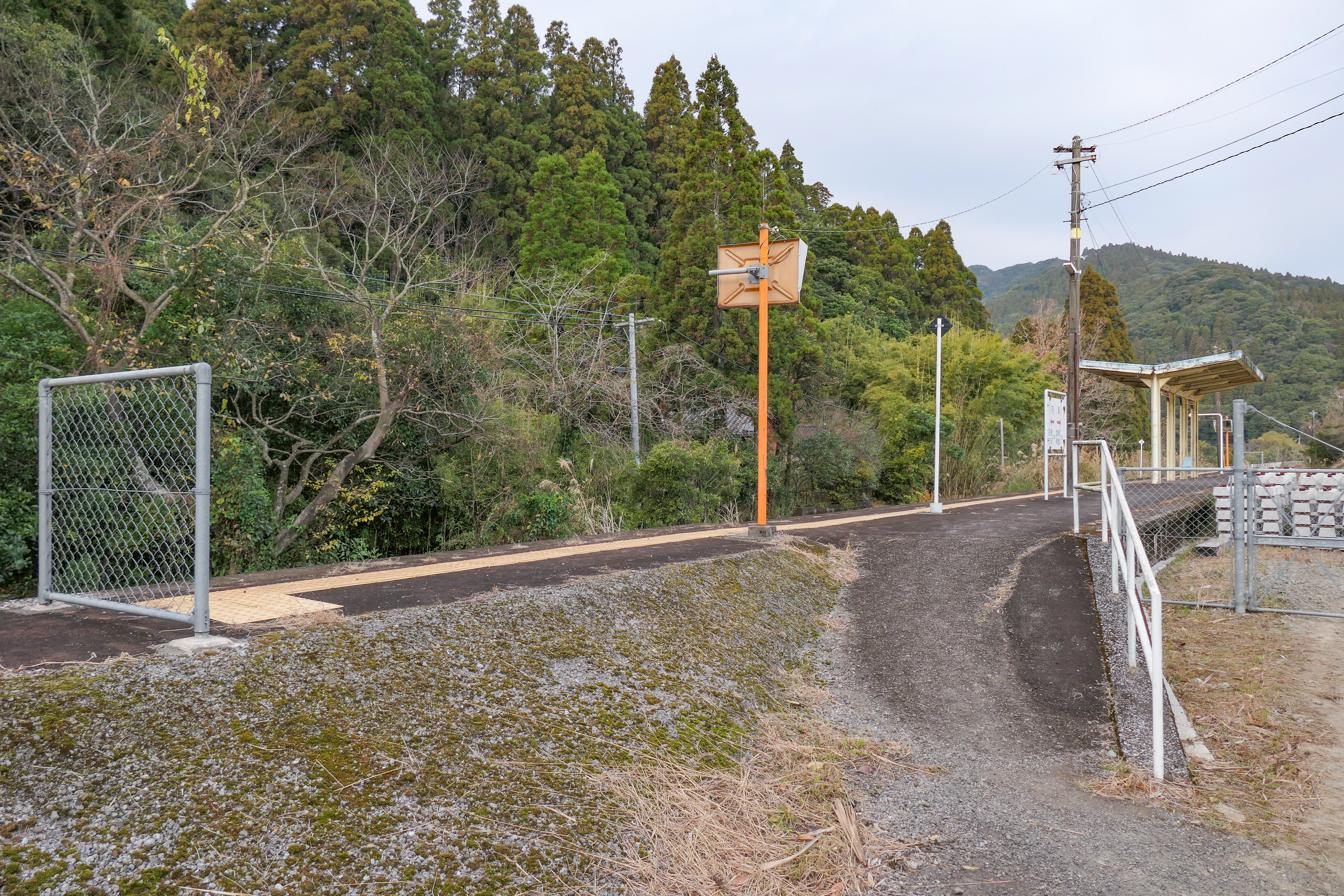
月台（2022年1月）

內海站（日语：／ Uchiumi eki */?）是屬九州旅客鐵道日南線之車站，位於宮崎縣宮崎市大字内海。本內海車站與第一代由宮崎輕便鐵道及宮崎交通所營運的內海站並不相同，屬新投入的車站。 

## 車站構造
採用簡易式車站模式運作，建有與鹿兒島支社內其他管豁範圍內的簡易站房屬同一模式。

### 月台
只設有側式月台1個。
| 路線    | 上下行 | 方向                   |
| ------- | ------ | ---------------------- |
| ■日南線 | 下行   | 油津、南鄉、志布志方向 |
| ■日南線 | 上行   | 南宮崎、宮崎方向       |

## 歷史
- 1963年5月8日：設站。
- 1987年4月1日：隨國鐵分割民營化，車站由九州旅客鐵道（JR九州）營運[1][2][3]。
- 2022年4月1日：隨九州旅客鐵道宮崎支社（日语：九州旅客鉄道宮崎支社）成立，從鹿兒島支社轉移[4]。

## 相鄰車站
九州旅客鐵道
■日南線
■觀光特急「海幸山幸」、■快速「日南Marine號」
通過
■普通
折生迫－內海－小內海

## 外部連結
- JR九州內海站 （页面存档备份，存于）（日語）